# Dere fulvipennis
Dere fulvipennis là một loài bọ cánh cứng trong họ Cerambycidae.